# Diogo de Mendonça Corte-Real młodszy
Diogo de Mendonça Corte-Real (zm. 1771) – portugalski polityk żyjący w XVIII wieku.
Jego ojcem był sekretarz stanu Diogo de Mendonça Corte-Real (1658-1736).
Diogo de Mendonça Corte-Real młodszy został księdzem i doktorem prawa kanonicznego na uniwersytecie w Coimbra. W latach 1723–1728 był portugalskim posłem nadzwyczajnym w Holandii. Król Józef I Reformator mianował go 2 sierpnia 1750 roku sekretarzem stanu ds. handlu i floty (Secretário de Estado da Marinha e dos Negócios). pozostał na tym stanowisku przez 6 lat, aż 30 września 1756 roku markiz de Pombal doprowadził do pozbawienia go łask i uwięzienia w twierdzy Mazagan w Maroku. W 1769 roku został stamtąd ewakuowany wraz z wszystkimi mieszkańcami z uwagi na zagrożenie oblężeniem przez wojska marokańskie.